# Lutilabria
Lutilabria é um gênero de traça pertencente à família Agonoxenidae.